# Edward Molyneux
Pour les articles homonymes, voir Molyneux.
Edward Molyneux, dit « Captain Molyneux », né le 5 septembre 1891 à Londres et mort le 23 mars 1974 à Monte-Carlo, est un couturier et parfumeur britannique.

## Biographie
D'une famille irlandaise d'origine huguenote, Edward Molyneux participe à la Première Guerre mondiale comme capitaine d'infanterie dans l'armée britannique et y perd un œil sur le front français. En 1919, après avoir travaillé pour la couturière Lucy Duff Gordon comme illustrateur, il ouvre sa propre maison de haute couture à Paris au 14, rue Royale.
Il habille les maisons royales européennes, la haute société britannique, les actrices Greta Garbo, Gertrude Lawrence, Margaret Leighton, Marlène Dietrich et Vivien Leigh, et le décorateur d'intérieur Syrie Maugham. Molyneux est le créateur dans les années 1920 des costumes de la chanteuse Mistinguett pour ses spectacles aux Folies Bergère. En 1934, il dessine la robe de mariée de la princesse Marina de Grèce, épouse du duc de Kent. À sa suite en premier Jean Dessès puis Christian Dior et Pierre Balmain réaliseront d'autres robes pour la princesse.
En 1923, il épouse (Jessie) Muriel Dunsmuir (1890-1951), l'une des huit filles de James Dunsmuir, premier ministre de Colombie-Britannique. Ils divorcent en 1924.

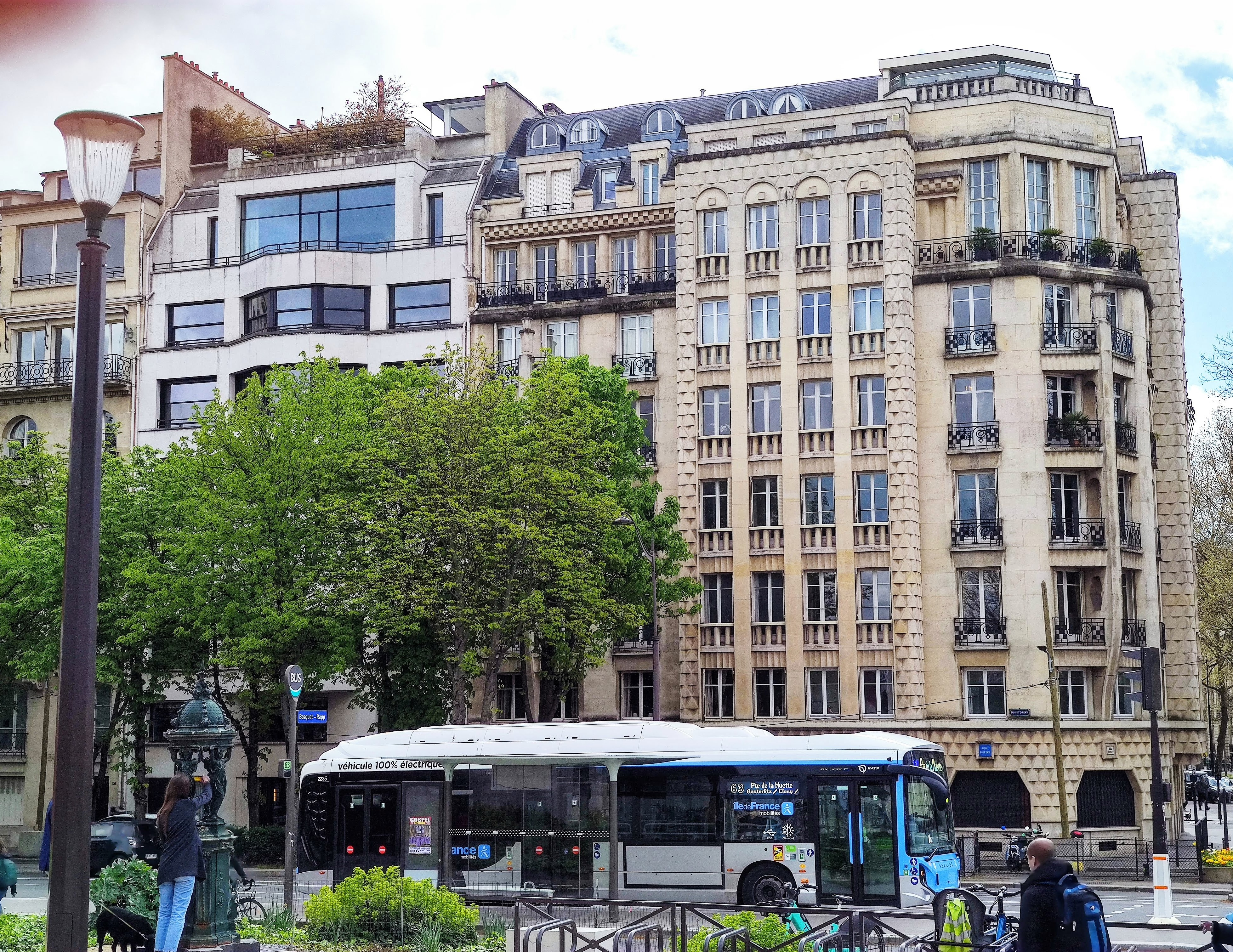
De gauche à droite : 89 et 91-93, quai d’Orsay, Paris.

Avant-guerre, le couturier habite dans un appartement situé au 89, quai d'Orsay, dans le 7e arrondissement de Paris.
Pendant la Seconde Guerre mondiale, il déplace son entreprise à Londres puis retourne à Paris en 1946 où en 1951 il confie sa maison de couture au couturier Jacques Griffe.
En 1965, quand il prend sa retraite, Time Magazine le décrit comme « l'équivalent parisien du Mainbocher de Manhattan, un classiciste voué à une apparence douce et à une ligne sur mesure. »
Edward Molyneux revient à la mode en 1964 pour ouvrir le Studio Molyneux, une maison de prêt-à-porter qui reçoit des critiques mitigées. Il prend sa retraite de nouveau en 1969, mais le Studio Molyneux reprend son activité sous la direction de son cousin John Tullis, jusqu'à sa fermeture en 1977.
La marque Molyneux Paris est la propriété du groupe Parfums Berdoues. Si l'activité de stylisme de l'entreprise est en sommeil, elle produit toujours des parfums, comme Captain (1975), Quartz (1978), Le Chic, Vivre et I Love You.